# ماسيمو سكاربا
ماسيمو سكاربا (بالإيطالية: Massimo Scarpa)‏ هو لاعب غولف إيطالي، ولد في 5 يونيو 1970 في البندقية في إيطاليا.

## وصلات خارجية
- ماسيمو سكاربا على موقع رابطة أوروبا للاعبي الغولف المحترفين (الإنجليزية)